# Karplöss
Karplöss. Branchiura är en underklass bland kräftdjuren, som består av ordningarna Arguloida och Cyclida (utdöd). Arguloida innehåller endast familjen Argulidae. "Karplöss" används allmänt som beteckning från underklass till familj.
De lever som ektoparasiter på olika värddjur, mest fiskar. Hittills är 173 arter kända.

## Byggnad

### Yttre anatomi
Karplöss kan vara upp till 10 mm långa, men är i de flesta fall högst två mm. De är starkt dorsoventralt plattade och har en stor carapax (sköld) som täcker större delen av kroppen. Kroppens indelning i huvud, mellankropp (thorax) och bakkropp (abdomen) är tydlig. Det sista thoraxsegmentet och den tvålobiga fenliknande bakkroppen sticker ut baktill utanför skölden. 
På huvudet bär djuren två mycket tydliga komplexögon. Dessutom finns ett centralt naupliusöga. Huvudets extremiteter och mundelar är anpassade till det ektoparasitiska levnadssättet. Sålunda är de båda antennparen ombildade till hakar och tjänar till att hålla fast djuret vid värdens hud. Det första paret maxiller har vid sin bas dessutom sugkoppar, och andra maxillparet har på undersidan klor och på ovansidan raspartade ytor. Mandiblerna är ombildade till en gadd, som ligger antingen i en sugsnabel (proboscis) eller helt enkelt mellan över- och underläppen (hos släktet Dolops) och kan skjutas ut.
Thoraxbenen är tvågrenade och fungerar som simorgan. Bakkroppen är osegmenterad och utplattad, och gaffeln (furca) i bakkroppsänden är reducerad till två korta utskott.

### Inre anatomi
Mittarmen består av två huvuddelar, som är starkt förgrenade. Här sker matsmältning och upplagring av näring. För exkretion har djuren nefridier vid maxillbaserna. Blodkretsloppet drivs av ett hjärta som är beläget i fjärde thoraxsegmentet. För andningen används fyra områden med tunn kutikula på undersidan av thorax.

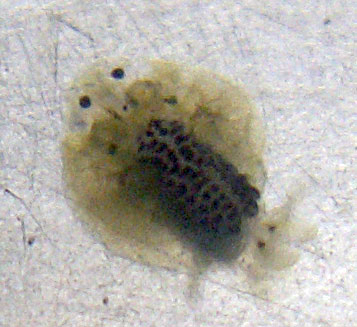
Karplus, storlek ca 4 mm

Karplöss är skildkönade. Hos honorna ligger den opariga äggstocken i thorax och går bakom det fjärde thoraxsegmentet över i ett genitalrum. I abdomen har honan även sädesbehållare, som också mynnar i genitalrummet. Hos hanarna mynnar de i abdomen liggande testiklarna via en oparig sädesblåsa mellan de bakersta benparen. För parningen har hanarna speciella bihang vid det sista benparet.

## Levnadssätt
Karplöss parasiterar på olika fiskarter och andra ryggradsdjur i vatten (till exempel grodyngel). De förekommer i både sötvatten och havsvatten och förökar sig bra i akvarium.
Karplusen stöter först på sitt värddjur då den simmar omkring, och därefter simmar den målmedvetet mot värden. Den orienterar sig efter vattenströmmar som uppstår dels vid gälarna genom fiskens andning, dels bakom fenorna. På detta sätt hittar karplusen gälarna eller fenbaserna, där den klamrar sig fast med sina mundelar. För att hitta ett optimalt ställe att sticka kan den krypa längs fiskens hud med hjälp av antennerna. Den kan röra sig över hela fiskens kroppsyta. Då den har hittat ett bra ställe sticker den in sugsnabeln. Karplusen injicerar ett koagulationshämmande sekret och därefter öppnas såret mer tills sugsnabeln hittar ett blodkärl. 
Som näring tar djuren in både blod och vävnadsvätska, som sedan digereras i mittarmens förgreningar. De kan också förtära slem och hudflagor. Genom att tarmen är förgrenad kan djuren ta upp mycket näring - en blodmåltid kan räcka upp till tre veckor. Genom sekretinjektionen och sugningen kan den sjukdomsalstrande bakterien Pseudomonas punctata överföras.  Själva sticket är däremot ganska ofarligt för fisken. Vid kraftiga angrepp kan dock värddjuren försvagas, vilket märks som en högre mortalitet. Efter blodmåltiden lämnar parasiten sin värd och återgår till det fria vattnet.
Eftersom karplössen genom sitt parasitiska levnadssätt skadar värddjuren är deras bekämpning i fiskodlingar och dylikt av stor vikt. Den sker vanligen med medlet Triklorfon.

## Fortplantning och utveckling
Parningen sker vanligen på värddjuret, varvid hanen först samlar sperma i sädesblåsan och sedan överför den till honans receptaculum. I de flesta fall rör det sig om enskilda spermieceller, bara släktet Dolops har spermiepaket (spermatoforer),
Honan lägger de befruktade äggen på stenar eller andra hårda underlag, varvid äggens hölje vid kontakt med vattnet sväller och klibbar fast äggen. Honan formar bollar eller snören av äggen. Honan av karplusen Argulus foliaceaus producerar under den 15 dagar långa fortplantningstiden i genomsnitt fyra kullar med tillsammans betydligt över 1000 ägg.
Efter kort tid kläcks ur äggen larver med förkortad carapax (så kallat copepoditstadium). Redan det första larvstadiet är parasiter, men sugkopparna utbildas inte förrän i tredje stadiet. Totalt har utvecklingen nio stadier.

## Systematik
Branchiura är en underklass inom klassen Maxillopoda bland kräftdjuren. Den indelas i två ordningar, Arguloida med de nu levande karplössen, och den utdöda ordningen Cyclida som levde från Karbon till  Krita. Ordningen Arguloida omfattar bara familjen Argulidae med sex släkten, varav Dolops anses mest ursprungligt:
- Dolops
- Binoculus
- Chonopeltis
- Dipteropeltis
- Argulus
- Huargulus

Idag är 173 arter av karplöss kända. 
I Mellaneuropa förekommer bara tre Argulus-arter. Den mest kända är karplusen Argulus foliaceus, som parasiterar på alla sötvattensfiskar samt grodyngel. Den har  holarktisk utbredning och är med sina 10 mm ganska stor.
Överraskande har nyare forskning visat att tungmaskarna har nära släktskap med karplössen.